# 广东省深圳市中级人民法院
广东省深圳市中级人民法院是中华人民共和国广东省深圳市的中级人民法院，位于深圳市福田区彩田路6003号。前身为广东省深圳市人民法院、广东省宝安县人民法院。

## 沿革

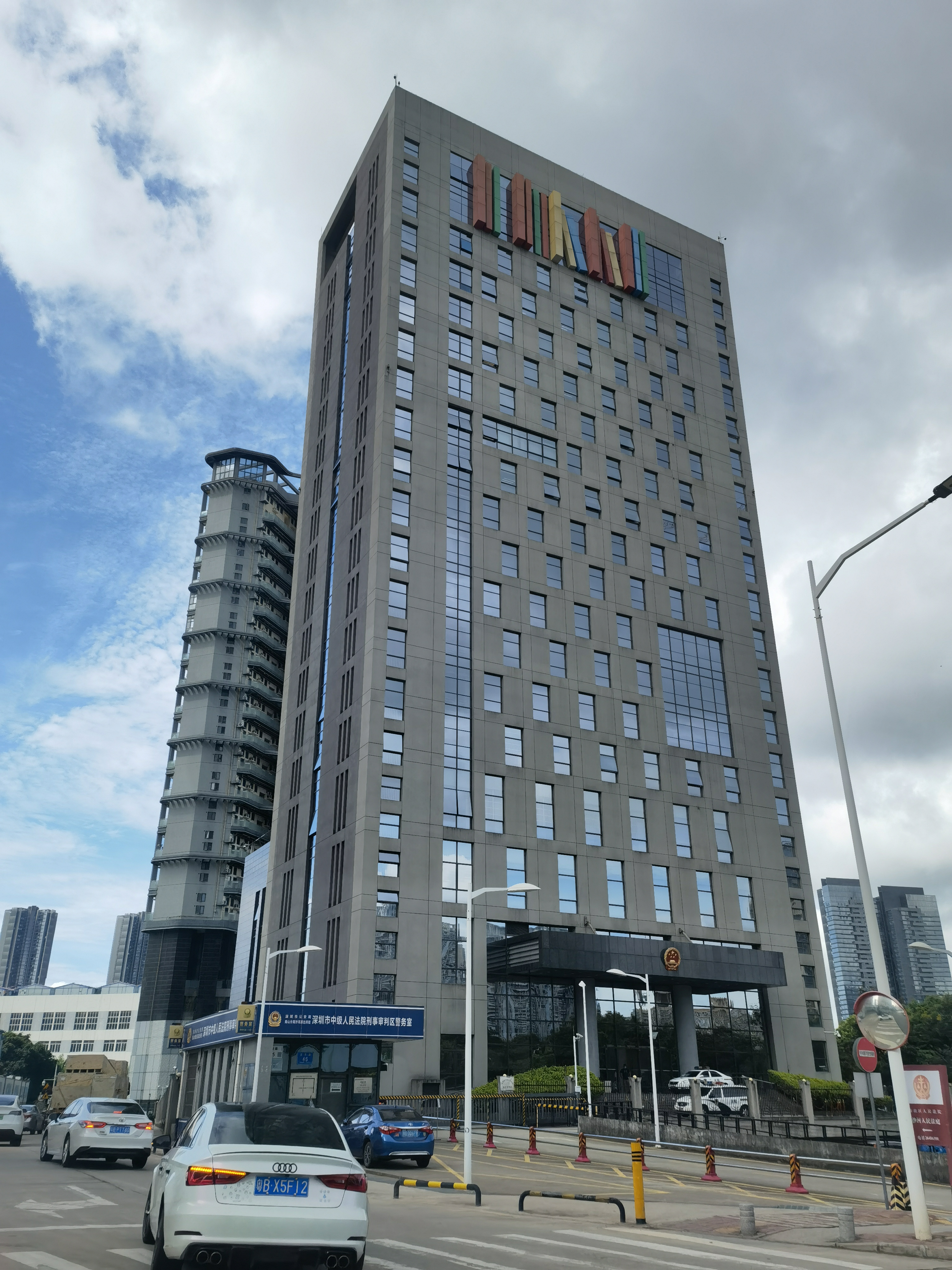
刑事审判区，位于南山区深云村西侧

1979年之前，原广东省宝安县设有基层人民法院——广东省宝安县人民法院。1979年3月根据中华人民共和国国务院批准把宝安县改为深圳市的国发〔1979〕63号文件，广东省高级人民法院作出决定，撤销广东省宝安县人民法院，设立广东省深圳市人民法院，仍为基层人民法院。
深圳市1981年7月升格为副省级市。1982年1月1日，广东省深圳市人民法院被撤销，设立广东省深圳市中级人民法院。

## 机构设置
1982年1月1日，深圳市中级人民法院建立时，内设刑事审判庭、民事审判庭、经济审判庭、执行庭、研究室、办公室、人事处。

### 司法行政部门
- 监察督查室
- 政治部（副局级）
  - 干部处
  - 组织教育处
- 办公室
- 公共关系处
- 科技信息处
- 书记员处

### 审判业务部门
- 执行局（副局级）
  - 执行裁决处
  - 执行监督处
  - 执行实施处
- 研究室
- 审判管理办公室
- 立案一庭
- 立案二庭
- 审判监督庭
- 刑事审判第一庭
- 刑事审判第二庭
- 民事审判庭
- 商事审判庭
- 知识产权审判庭
- 涉外商事审判庭
- 房地产审判庭
- 劳动争议审判庭
- 公司清算与破产审判庭
- 行政审判庭

## 历任领导
| 院长 …… - 李华楠（2010年6月—2011年11月） - 霍敏（2011年12月—2012年1月，副院长代理；2012年1月—2014年8月） - 万国营（2014年8月—2015年6月，副院长代理；2015年6月—2021年4月） - 张应杰（2021年4月—2021年5月，副院长代理；2021年5月—2023年6月） - 赵菊花（2023年6月—2024年2月，副院长代理；2024年2月—） | 党组书记 …… - 李华楠（2010年6月—2011年11月） - 霍敏（2011年11月—2014年7月） - 万国营（2014年7月—2021年4月） - 张应杰（2021年4月—2023年1月） - 赵菊花（2023年4月—） |

## 知名案例
- 原中信实业银行深圳分行行长高森祥受贿案（判处死刑[3]）
- 招商银行诉CMM集团有限公司、深圳市中侨实业有限公司授信额度合同纠纷案（招商银行胜诉）
- 原广州市副市长、增城市委书记曹鉴燎受贿案（判处无期徒刑）
- 原香港中旅集团董事长王帅廷受贿案
- 原中国南方航空董事长司献民受贿案（判处10年零6个月）
- 2015年深圳市光明新区“12·20”特大滑坡事故案（被告人获罪刑期不等[4]）
- 深圳日本人学校学生遇害事件（凶手被判处死刑[5]）

## 对应基层人民法院
- 深圳市罗湖区人民法院
- 深圳市福田区人民法院
- 深圳市南山区人民法院
- 深圳市宝安区人民法院
- 深圳市光明区人民法院
- 深圳市龙岗区人民法院
- 深圳市盐田区人民法院
- 深圳市龙华区人民法院
- 深圳市坪山区人民法院
- 深圳前海合作区人民法院
- 深圳深汕特别合作区人民法院